# Sedella (Pflanzengattung)
Sedella ist eine Pflanzengattung in der Familie der Dickblattgewächse (Crassulaceae).

## Beschreibung

### Vegetative Merkmale
Die Arten der Gattung Sedella sind einjährige, kahle Pflanzen, die meist verzweigt mit oft roten oder rötlichen Sprossachsen von meist weniger als 10 Zentimeter Länge wachsen.
Ihre sitzenden Laubblätter sind nahe der Basis der Sprossachsen gegenständig und darüber wechselständig angeordnet. Sie sind länglich-eiförmig bis verkehrt-eiförmig mit stumpfem bis gerundetem oberen Ende. Die Blätter fallen meist vor der Blüte ab.

### Generative Merkmale
Der endständige, zymöse Blütenstand besteht aus einem bis mehreren Zweigen, wobei die Wickel fast kreisförmig eingerollt sind. Die aufrechten, fast sitzenden Blüten befinden sich an sehr kurzen Blütenstielen.
Die zwittrigen Blüten sind radiärsymmetrisch und fünfzählig mit doppelter Blütenhülle. Die gleichen Kelchblätter sind aufrecht und fast frei. Die Kelchblätter sind dreieckig geformt, spitz und nicht gespornt. Die leuchtend bis hell oder grünlich gelben Kronblätter besitzen oft eine rötliche Mittelrippe und sind viel länger als die Kronblätter.
Die nüsschenartigen Früchte sind keulenförmig, dünnhäutig und nicht aufreißend. Sie enthalten je einen länglich keuligen, längsgestreiften Samen von 0,7 bis 1,5 Millimeter Größe.

## Systematik und Verbreitung
Die Gattung Sedella wurde durch Nathaniel Lord Britton und Joseph Nelson Rose 1903 in Bulletin of the New York Botanical Garden, Band 3, Nr. 9, S. 45 aufgestellt. Der botanische Name der Gattung Sedella ist eine Verkleinerungsform des Namens der Gattung Sedum und verweist auf die sehr geringe Größe der Pflanzenexemplare.
Die Gattung Sedella kommt nur vom nördlichen bis mittleren Kalifornien vor.
Nach Joachim Thiede besteht die Gattung Sedella 2003 aus den drei Arten:
- Sedella leiocarpa H.Sharsm.: Sie kommt in Höhenlagen von 500 bis 700 Metern Meereshöhe vor.[2]
- Sedella pentandra H.Sharsm.: Sie kommt in Höhenlagen von 300 bis 700 Metern Meereshöhe vor.[2]
- Sedella pumila (Benth.) Britton & Rose (Syn.: Sedum pumilum Benth.): Sie kommt in Höhenlagen von 30 bis 1500 Metern Meereshöhe vor.[2]

## Nachweise